# Гепперт-Маєр (кратер)
Кратер Гепперт-Маєр — ударний кратер на Венері. Він лежить над ескарпом на краю хребетного поясу на півдні Землі Іштар. Його діаметр становить 33,5 км. Кратер названо на честь німецько-американської фізика Марія Гепперт-Маєр.